# Charles Plisnier
Charles Plisnier (n. 13 decembrie 1896, Ghlin⁠(d), Valonia, Belgia – d. 17 iulie 1952, Brussel, Comunitatea Francofonă din Belgia⁠(d), Belgia) a fost un scriitor belgian care a câștigat Premiul Goncourt în 1937 pentru seria de nuvele Faux passeports.

## Biografie
În tinerețe a fost comunist și, pentru scurt timp, a făcut parte din mișcarea troțkistă la sfârșitul anilor 1920. A renegat comunismul și a devenit romano-catolic, rămânând totuși marxist. S-a orientat spre literatură, scriind saga de familie împotriva societății burgheze. Mariages (1936) prezintă limitările convențiilor sociale; Meurtres, în cinci volume, (1939-1941) se concentrează pe un erou tragic idealist, Noël Annequin, în lupta sa împotriva ipocriziei.
În 1937, a câștigat Premiul Goncourt pentru Faux passeports, nuvele care denunță stalinismul, în același spirit cu Arthur Koestler. A fost primul străin care a primit premiul Goncourt. A fost, de asemenea, un activist al mișcării valone și la sfârșitul Congresului Național Valon a primit ovații în picioare după discursul său, adunarea cântând apoi La Marseillaise.

## Opera
- Voix entendues, poeme, (1913)
- L'enfant qui fut déçu, poeme, (1914)
- Eve aux sept visages, poeme, (1919)
- La guerre des hommes, poeme, (1920)
- Réformisme ou révolution, eseuri, (1921)
- Élégies sans les anges, poeme, (1922)
- Brûler vif, poeme, (1923)
- Prière aux mains coupées, poeme, (1930)
- Histoire sainte, roman, (1931)
- Figures détruites, nuvele, (1932)
- Mesure de notre temps, eseuri, (1932)
- Déluge, poeme, (1933)
- L'enfant aux stigmates, poeme, (1933)
- Fertilités du désert, poezie, (1933)
- Babel, poeme, (1934)
- Odes pour retrouver les hommes, poeme, (1935)
- Mariages, roman, (1936)
- Périple, poeme, (1936)
- Sel de la terre, poeme, (1936)
- Faux Passeports (Premiul Goncourt 1937)
- Sacre, poeme, (1938)
- Mort d'Isabelle (Meurtres T. I), (1939)
- Présence du fils (Meurtres T. II), (1939)
- Testament, poeme, (1939)
- Martine (Meurtres T. III), (1940)
- Feu dormant (Meurtres T. IV) (1941)
- Dieu le prit (Meurtres T. V) (1941)
- Ma mère me prend par la main poeme, (1941)
- La dernière journée (1941)
- Ave Genitrix, poeme, (1943)
- Croix de Venus, nuvele (1943)
- L'homme nocturne, nuvele (1943)
- Hospitalité, teatru, (1943)
- Une voix d'or, roman, (1944)
- Figures détruites, (1945)
- Héloïse, roman, (1945)
- La Matriochka, roman, (1945)
- Mes biens aimés (Mères - Chronique d'une famille bourgeoise Tome I), (1946)
- Nicole Arnaud (Mères, Tome II), (1948)
- Heureux ceux qui rêvent, nuvele, (1948)
- Vertu du désordre (Mères, Tome III), (1949)
- Beauté des laides, roman (1951)
- itinéraire spirituel d'un romancier, (1951)
- Folies douces, (1952)
- L'homme et les hommes, eseuri, (1953)
- Papiers d’un romancier, eseuri, (1954)
- Lettres à mes concitoyens, eseuri, (1962)